# 川北英隆
川北 英隆（かわきた ひでたか、1950年7月27日 - ）は、日本の経済学者。専攻は、証券投資論・証券市場分析。学位は、博士（経済学）（京都大学・2009年）（学位論文『株式・債券投資の実証的分析』）。京都大学名誉教授。奈良県大和郡山市出身。

## 人物
株式持ち合いの実態に関する先駆的分析（この分析の集大成が『日本型株式市場の構造変化』（東洋経済新報社、1995年））で知られている。金融証券市場の分析、機関投資家等の投資家行動に関する分析、投資意思決定に関する分析、企業価値分析等が現在の研究テーマである。29年間勤めた日本生命保険相互会社時代にエコノミスト、証券アナリスト、投資理論の研究者、証券投資全体の責任者を経験し、金融証券市場の実態と実務に関する知見を得た。2002年に日本生命と中央大学国際会計研究科を掛け持ちした後、2003年から学界に本格的に転じる。ファイナンス担当の教員として3つの大学の専任教員を経験する。現時点においても投資家との交流が深く、実務界と学界の架橋を担っている。
元日本ファイナンス学会会長、元日本価値創造ERM学会会長、元日本証券アナリスト協会副会長、元企業会計基準委員会委員、元みずほ証券取締役（社外）。
登山（山歩き）と旅行が趣味。1994年に日本百名山を登る。現在、世界の山歩きと辺境の旅を実行し、世界の経済と社会を実地調査している。ホームグラウンドは山梨の滝子山と京都の大文字山。「山登りが本業」、「証券分析は趣味」をモットーとする。
2009年4月から、経済・証券、山・自然、猫・動物を主題としたブログが始まった。

## 略歴
略歴は以下の通り。
- 1969年3月 奈良女子大学文学部附属高等学校（現・奈良女子大学附属中等教育学校）を卒業
- 1974年3月 京都大学経済学部卒業
- 1974年4月 日本生命保険相互会社に入社。同社から通商産業省（現・経済産業省）派遣、ニッセイ基礎研究所出向等を経る
- 1997年3月 同社資金証券部長に就任
- 2001年3月 同社財務企画部長、7月 同社取締役財務企画部長に就任
- 2003年3月 同社を依願退職
- 2002年7月～04年3月 中央大学大学院国際会計研究科特任教授
- 2004年4月～06年3月 同志社大学政策学部教授
- 2006年4月 京都大学大学院経営管理研究部教授、ファイナンスを担当
- 2009年1月 博士（経済学）（京都大学）『株式・債券投資の実証的分析』
- 2016年3月 京都大学を定年退職
- 2016年4月 京都大学名誉教授の称号付与、京都大学大学院経営管理研究部客員教授
- 2019年4月 京都大学大学院経営管理研究部特任教授
- 現在、日本証券アナリスト協会証券アナリストジャーナル編集委員会委員長、日本ファイナンス学会顧問、日本価値創造ERM学会評議員・理事、財政制度等審議会委員、日本私立学校振興・共済事業団資産運用検討委員会委員長、地方公務員共済組合連合会資金運用委員会委員、日本取引所自主規制法人理事（外部）、GCIアセット・マネジメント取締役（社外）、あすかコーポレイトアドバイザリー監査役（社外）、みやこキャピタル監査役（社外）などを務める

## 講義科目
- 証券投資論、ファイナンシャルリスク管理、コーポレートファイナンスなどを担当してきた
- 京都大学にて、「企業価値創造と評価」、「金融リテラシー」を担当する

## 著書
- 『「市場」ではなく「企業」を買う株式投資[増補版]』（金融財政事情研究会、2021年、編著）
- 『金融リテラシー入門[応用編]』（金融財政事情研究会、2021年、編著）
- 『金融リテラシー入門[基礎編]』（金融財政事情研究会、2021年、編著）
- 『京都大学の経営学講義IV 社会の問題解決こそ、企業価値創造の源である』（ダイヤモンド社、2020年、編著）
- 『京都大学の経営学講義Ⅲ 経営者はいかにして、企業価値を高めているのか?』（ダイヤモンド社、2019年、編著）
- 『京都大学の経営学講義Ⅱ 一流の経営者は、何を考え、どう行動し、いかにして人を惹き付けるのか?』（ダイヤモンド社、2018年、編著）
- 『企業・投資家・証券アナリスト 価値向上のための対話』（日本経済新聞出版社、2017年、共著）
- 『京都大学の経営学講義 いま日本を代表する経営者が考えていること』（ダイヤモンド社、2017年、編著）
- 『京都大学で学ぶ企業経営と株式投資―』（金融財政事情研究会、2016年、編著）
- 『京都企業が世界を変える―企業価値創造と株式投資』（金融財政事情研究会、2015年、編著）
- 『経営戦略とコーポレートファイナンス』（日本経済新聞社、2013年、共著）
- 『「市場」ではなく「企業」を買う株式投資』（金融財政事情研究会、2013年、編著）
- 『証券化-新たな使命とリスクの検証』（金融財政事情研究会、2012年、編著）
- 『テキスト　株式・債券投資　第2版』（中央経済社、2010年）
- 『総合分析　株式の長期投資』（中央経済社、2010年、編著）
- 『株式・債券投資の実証的分析』（中央経済社、2008年）
- 『日本企業のコーポレートファイナンス』（日本経済新聞出版社、2008年、共著）
- 『テキスト　株式・債券投資』（中央経済社、2006年）
- 『輝く株は発見できる』（半蔵門出版、2003年）
- 『21世紀・日本の金融産業革命』（東洋経済新報社、1999年、共著）
- 『日本型金融制度改革』（有斐閣、1999年、共著）
- 『株式市場のマイクロストラクチャー』（日本経済新聞社、1998年、共著）
- 『財政投融資ビッグバン』（東洋経済新報社、1997年）
- 『日本型株式市場の構造変化』（東洋経済新報社、1995年）
- 『第三世代の金融』（東洋経済新報社、1990年）
- 『日本の未来像 10年後のシナリオ』（東洋経済新報社、1979年、共著）

## 受賞
- 『株式市場のマイクロストラクチャー』は第42回日経・経済図書文化賞を受賞（1999年）